# Féternes
Féternes – miejscowość i gmina we Francji, w regionie Owernia-Rodan-Alpy, w departamencie Górna Sabaudia.
Według danych na rok 1990 gminę zamieszkiwały 1064 osoby, a gęstość zaludnienia wynosiła 74 osoby/km² (wśród 2880 gmin regionu Rodan-Alpy Féternes plasuje się na 744. miejscu pod względem liczby ludności, natomiast pod względem powierzchni na miejscu 814.).

## Galeria

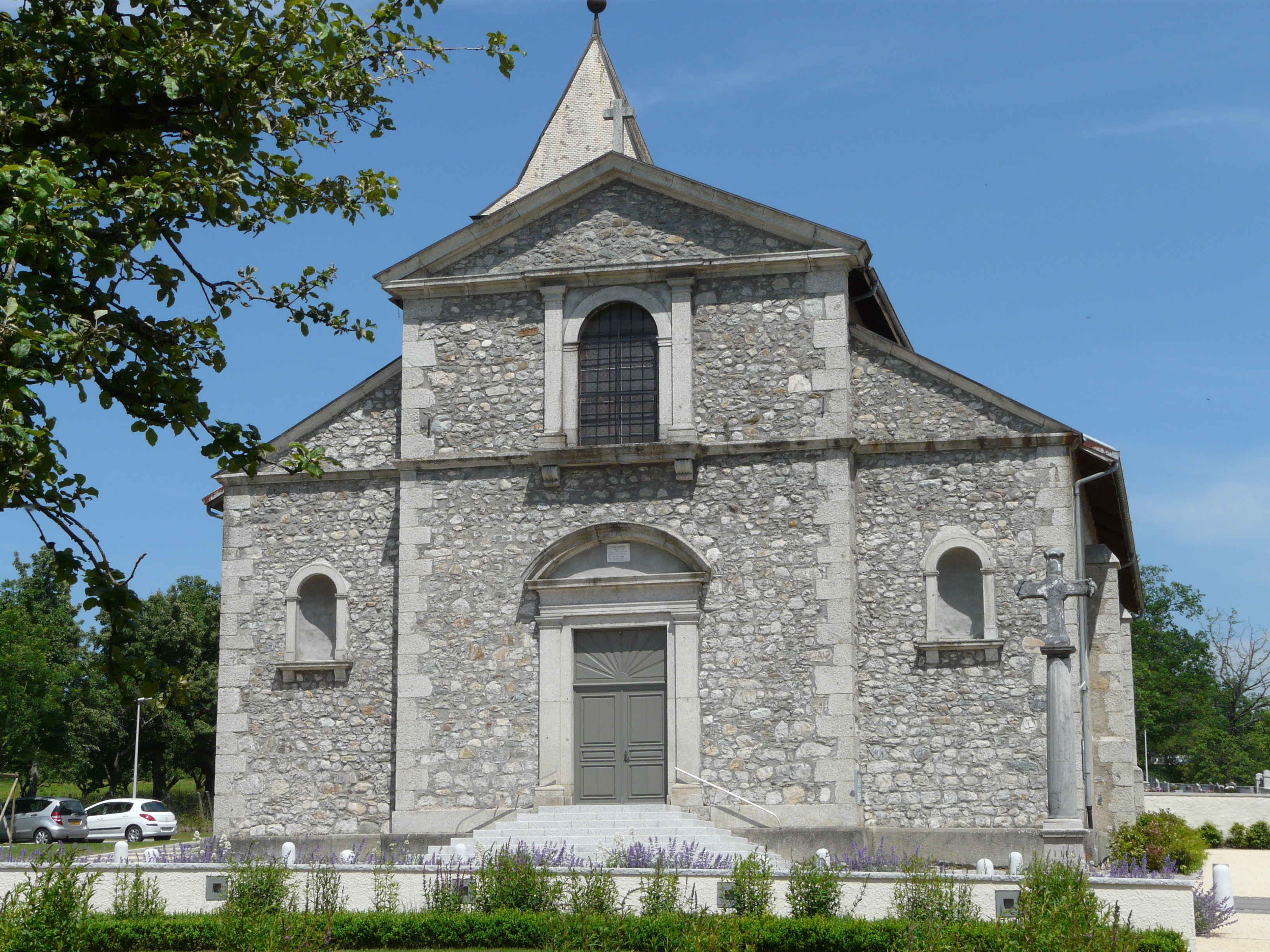
Kościół (2010)
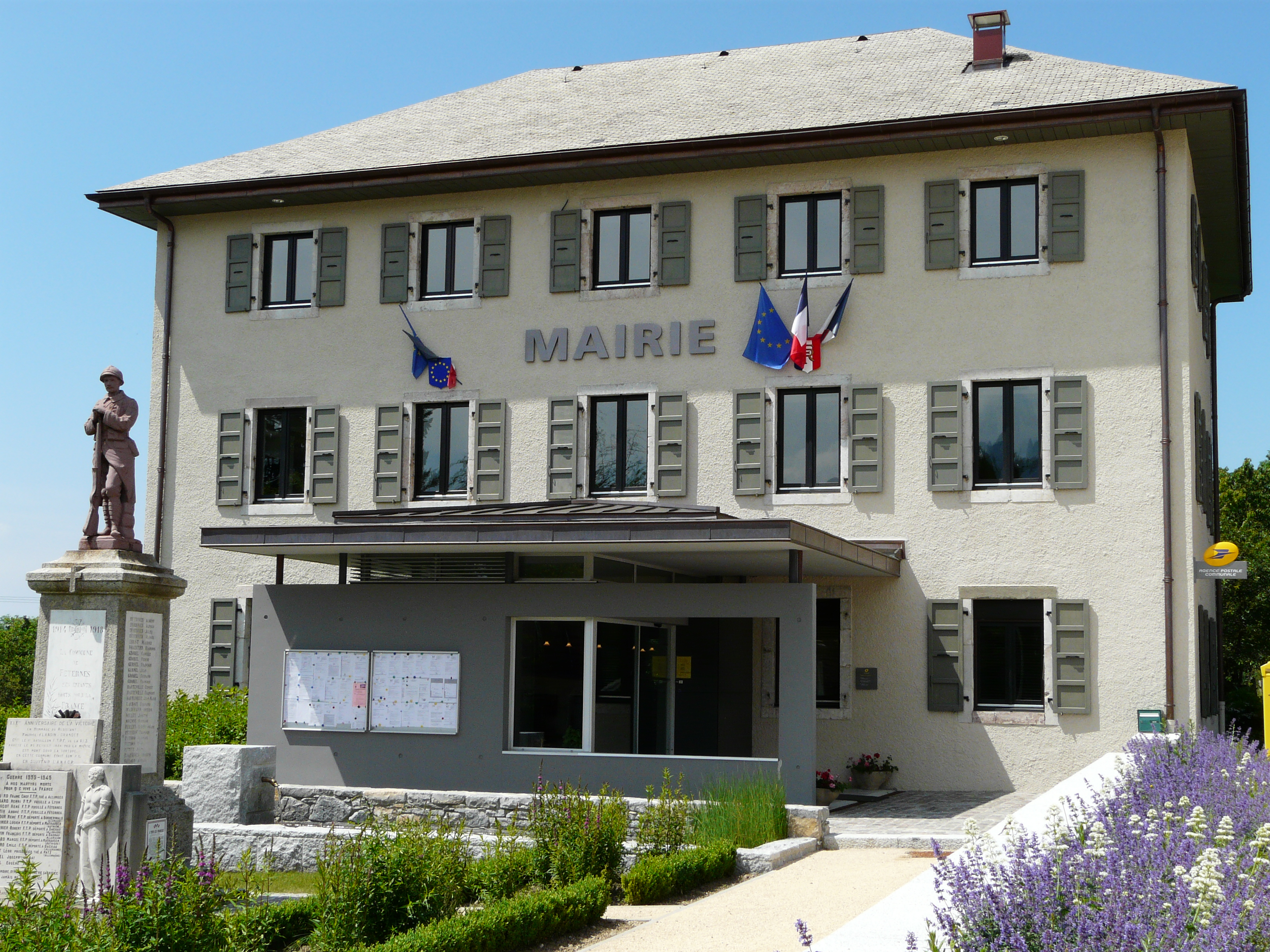
Ratusz (2010)